# Museu Arqueològic de Sitia
El Museu Arqueològic de Sitia és un museu de l'illa de Creta inaugurat al 1984 per albergar els objectes trobats als jaciments arqueològics de la zona. A més d'espais per a exposició hi ha en el museu magatzems, laboratori i una biblioteca arqueològica, a més d'altres serveis.

## Col·leccions
El museu conté una col·lecció d'objectes de períodes compresos entre el neolític tardà i el romà tardà. Destaquen els pertanyents a la civilització minoica, en concret els del palau de Zakros, entre els quals hi ha grans atuells de ceràmica, molts decorats, i inscripcions en lineal A. També hi ha una sèrie d'ofrenes procedents de santuaris de muntanya minoics, objectes dels jaciments dels illots de Mokhlos i Psira, així com troballes de la necròpoli del període minoic primerenc d'Agia Fotiá, alguns dels quals mostren gran influència ciclàdica. Una altra subsecció la componen una sèrie de larnaxs amb decoració marina.
Una altra secció del museu conté aixovars funeraris i ofrenes procedents de tombes i del santuari de Sitia, dels períodes geomètric i arcaic. D'altra banda, s'hi exposen objectes dels períodes hel·lenístic i romà d'alguns llogarets de l'àrea, com ara Xerókampos, Kufonissi i Makrí Gialós, que inclouen gran varietat de ceràmica, figuretes, monedes, objectes metàl·lics, eines i estàtues.

Una de les obres mestres del museu és una estàtua criselefantina minoica trobada a Palékastro, coneguda com el Curos de Palékastro.

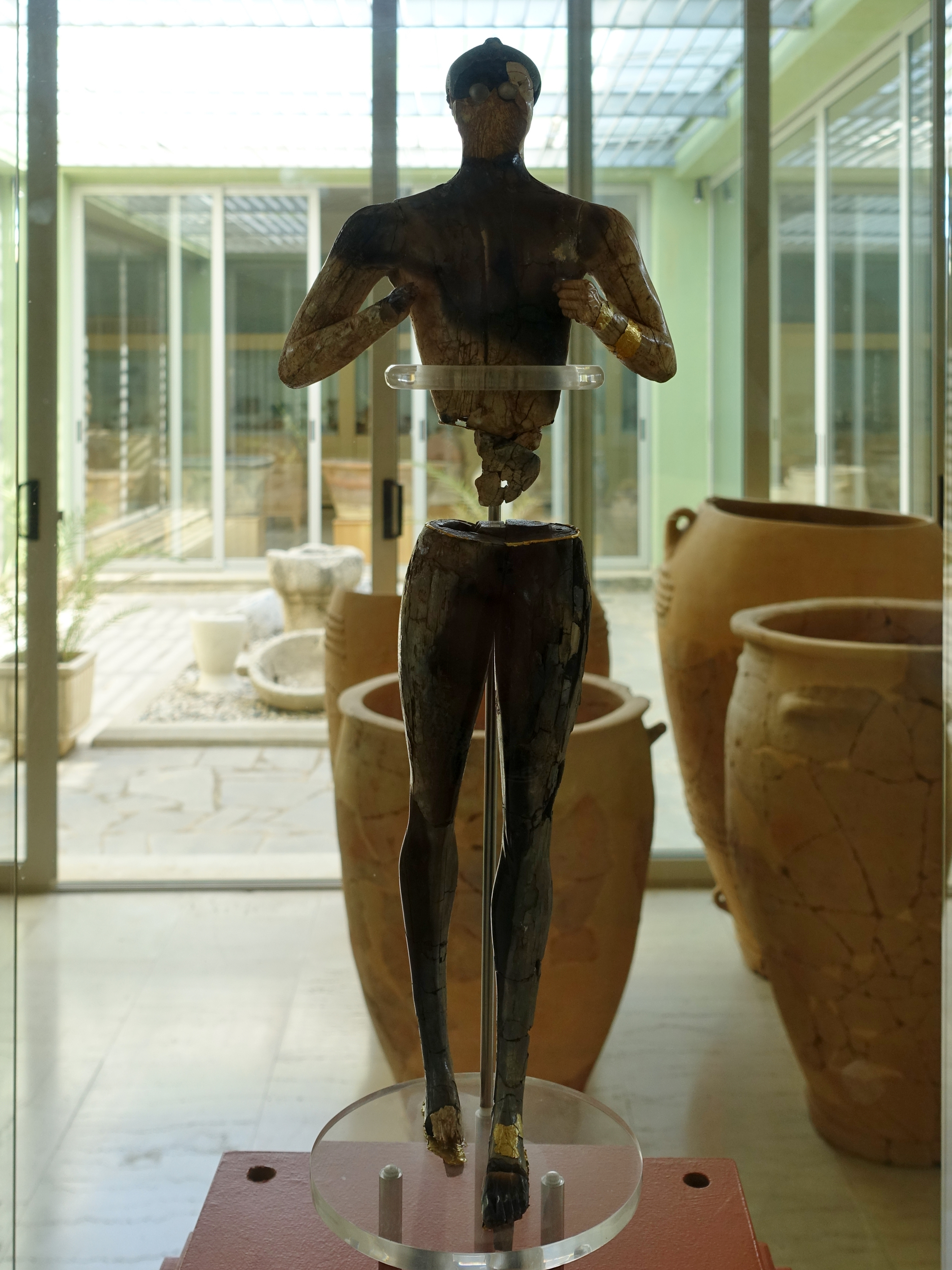
Curos de Palékastro, del segle XV ae
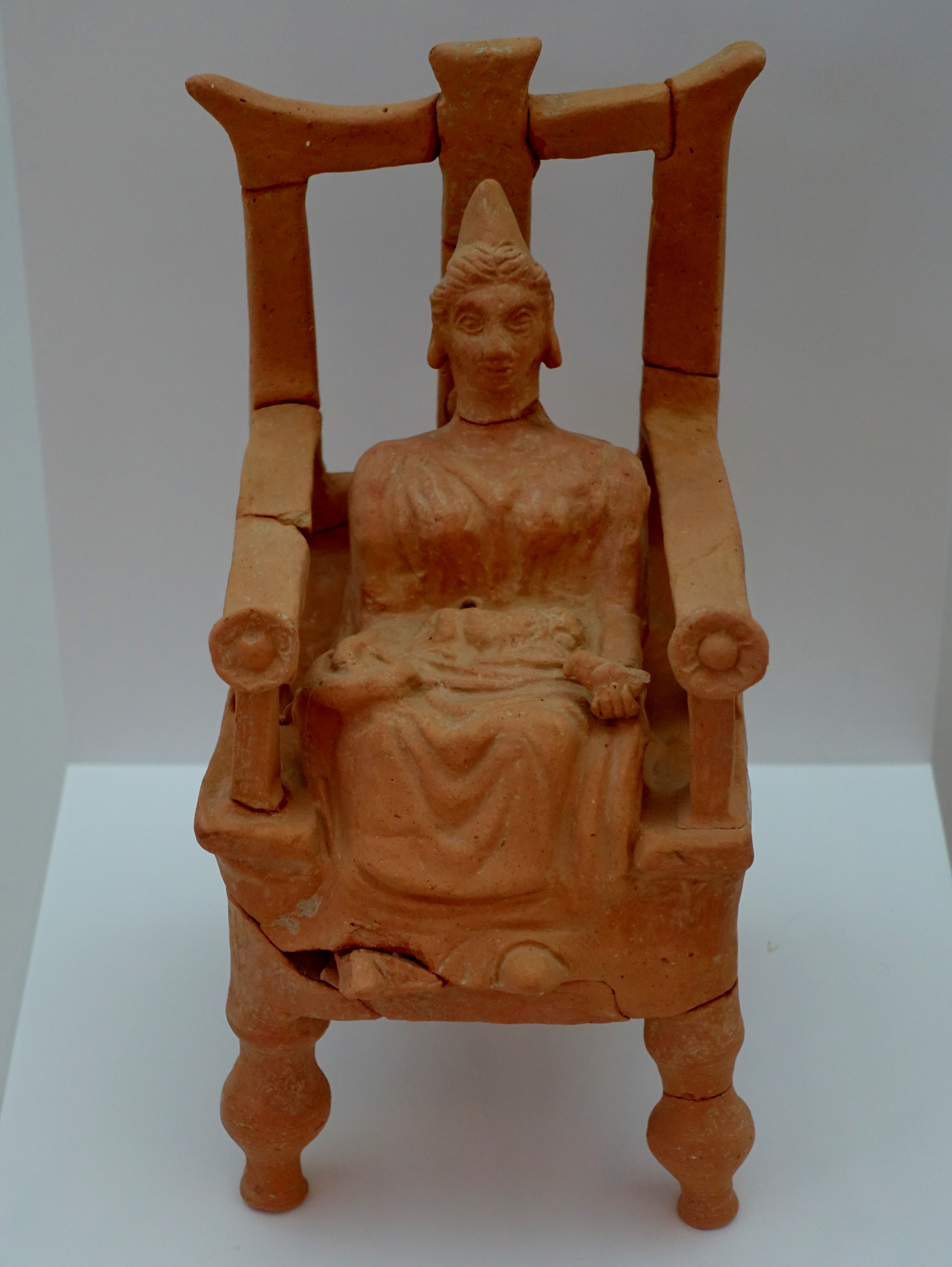
Figureta de Cíbele amb un capell frigi, procedent de Pres
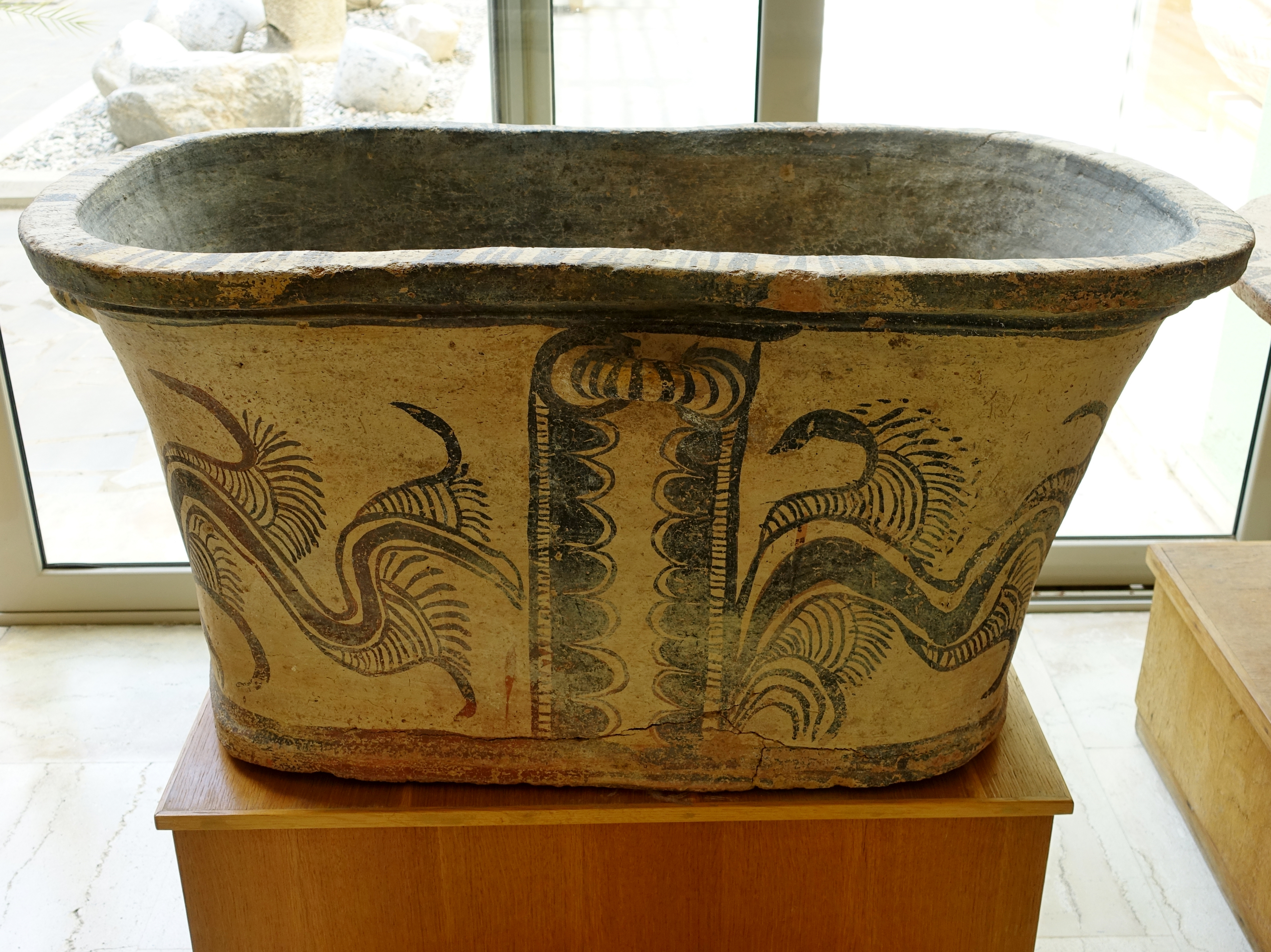
Larnax decorat
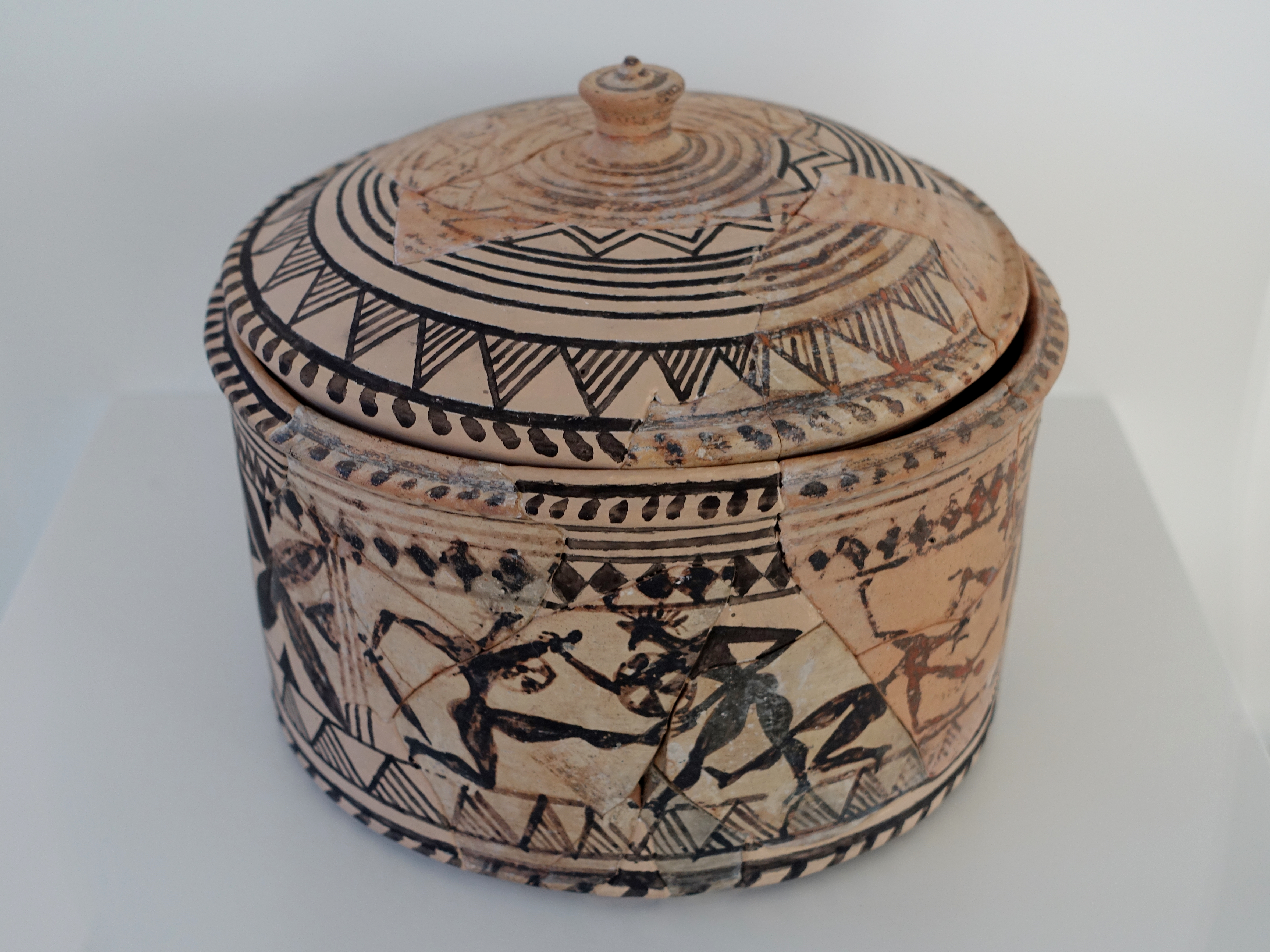
Píxide de finals del període geomètric, amb escena probablement inspirada en la Guerra de Troia
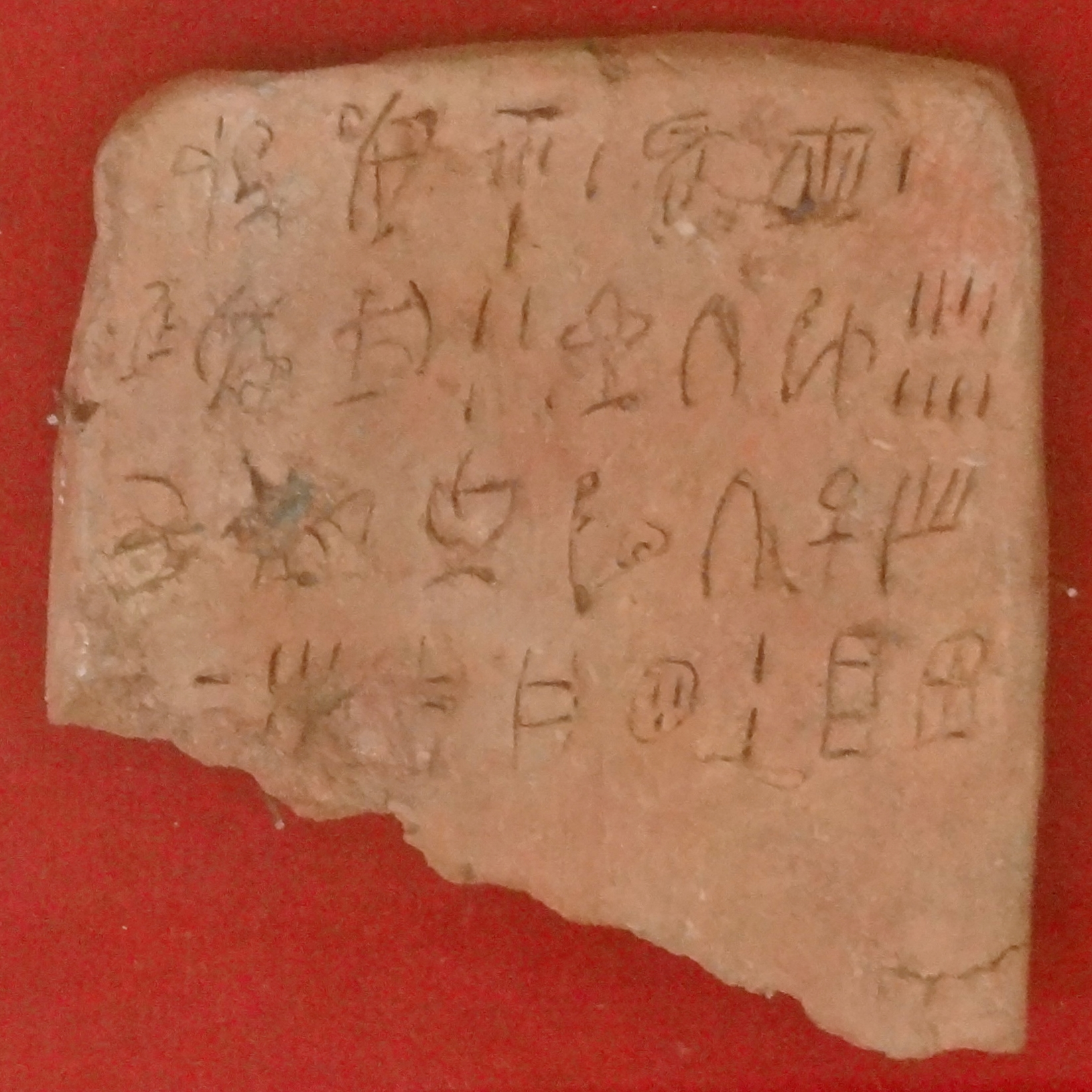
Inscripció en lineal A del palau de Zakros